# Geomys attwateri
Espèce
Synonymes
- Geomys bursarius Merriam, 1895 subspecies attwateri

Statut de conservation UICN

 LC  : Préoccupation mineure
Geomys attwateri est un mammifère de la famille des Géomyidés qui rassemble des rongeurs à larges abajoues. L'espèce est endémique des États-Unis.
L'espèce a été décrite pour la première fois en 1895 par un zoologiste américain, Clinton Hart Merriam (1855-1942).

## Liste des sous-espèces
Selon Mammal Species of the World (version 3, 2005)  (5 nov. 2012) :
- sous-espèce Geomys attwateri ammophilus
- sous-espèce Geomys attwateri attwateri